# Зубцовский уезд
Зубцо́вский уе́зд — административно-территориальная единица Тверской губернии в составе Российской империи и РСФСР. Уездный город — Зубцов.

## География
Уезд был расположен на юге Тверской губернии. Граничил на юго-западе со Смоленской губернией, на юго-востоке с Московской губернией, на севере с Ржевским и Старицким уездами. Площадь уезда составляла 2 523,9 кв. вёрст.

### Современное положение
В настоящее время территория уезда (в границах на 1917 год) входит в состав Зубцовского, Ржевского, Старицкого районов Тверской области и Сычёвского района Смоленской области.

## История

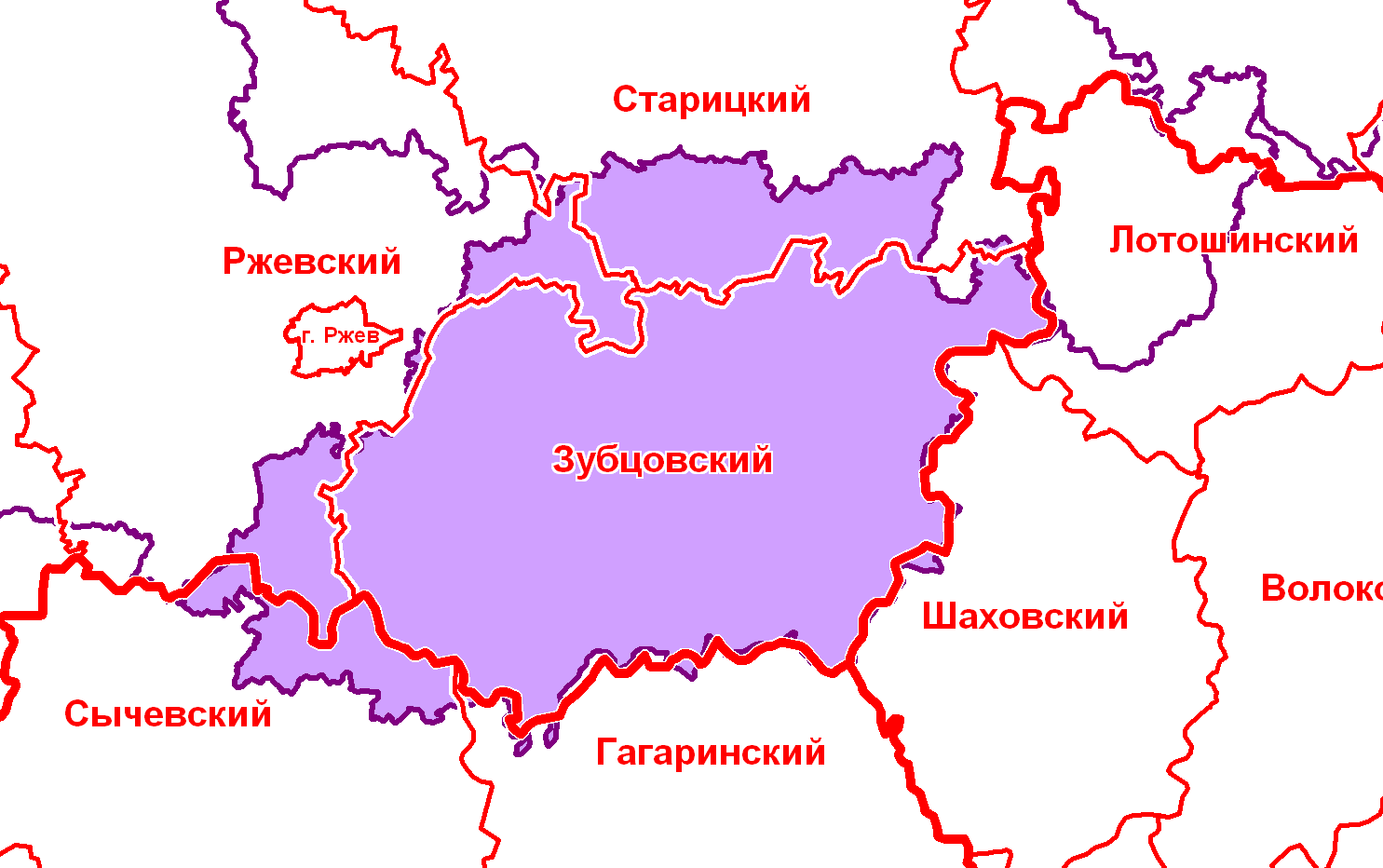
Зубцовский уезд в современной сетке районов

Уезд был образован в 1775 году в составе Тверского наместничества (позднее — губернии). В мае 1922 года Зубцовский уезд упразднен, его территория вошла в состав Ржевского и Старицкого уездов.
Постановлением президиума ВЦИК от 20 мая 1922 года и постановлением Тверского губисполкома от 30 мая 1922 года Зубцовский уезд был ликвидирован, а его волости вошли в состав Ржевского и Старицкого уездов.

## Население
В конце XIX века населенных пунктов в уезде было 826: 1 город, 1 посад (Погорелое Городище), 39 сел, 2 погоста, деревень и крестьянских выселков — 561, прочих поселков — 222. Жителей в уезде в 1863 — 90,6 тыс. чел. (без Зубцова), в 1892 — 110 522 чел., в 1913 — 137 тыс. чел. Зубцовский уезд, по густоте населения, занимал, после Кашинского и Калязинского, третье место среди уездов губернии. Население, за исключением 1 664 карел, — русское и все православные. Крестьян — 101 075 чел., из них бывших государственных — 38 433, бывших помещичьих — 61 187 и свободных хлебопашцев — 1 455.

## Экономика
Основное занятие населения — земледелие, были развиты промыслы и отходничество. Со 2-й пол. XIX века Зубцовский уезд — один из центров товарного льноводства, значительная часть полученного льна шла на экспорт. В 1908 в уезде действовали 123 предприятия (главным образом кустарные и полукустарные) по переработке сельскохозяйственного сырья; относительно крупные предприятия — Первитинский винокуренный завод и спичечная фабрика в Белогуровской волости.

## Административное деление
В 1890 году в состав уезда входило 19 волостей:
| № п/п | Волость        | Волостное правление | Число селений | Население |
| ----- | -------------- | ------------------- | ------------- | --------- |
| 1     | Артемовская    | д. Артемово         | 81            | 4680      |
| 2     | Бубновская     | с. Бубново          | 47            | 4280      |
| 3     | Белогуровская  | д. Пашутино         | 55            | 4140      |
| 4     | Дорожаевская   | с. Дорожаево        | 26            | 5150      |
| 5     | Ивановская     | с. Ивановское       | 32            | 5655      |
| 6     | Игнатовская    | д. Карамзино        | 74            | 5210      |
| 7     | Иружская       | д. Максаково        | 54            | 7060      |
| 8     | Коптевская     | с. Коптево          | 64            | 6915      |
| 9     | Коробинская    | с. Коробино         | 55            | 4255      |
| 10    | Краснохолмская | д. Красный Холм     | 37            | 6505      |
| 11    | Пачуринская    | д. Пачурино         | 39            | 4170      |
| 12    | Первитинская   | с. Ягодино          | 29            | 4295      |
| 13    | Раковская      | д. Раково           | 23            | 4480      |
| 14    | Родненская     | с. Родня            | 43            | 5290      |
| 15    | Салинская      | д. Салино           | 24            | 5180      |
| 16    | Столыпинская   | с. Столыпино        | 34            | 4720      |
| 17    | Ульяновская    | с. Ульяновское      | 27            | 6670      |
| 18    | Ушаковская     | с. Степурино        | 21            | 4290      |
| 19    | Щеколдинская   | д. Щеколдино        | 61            | 3990      |

В полицейском отношении уезд был разделён на два стана:
- 1-й стан, становая квартира г. Зубцов.
- 2-й стан, становая квартира пос. Погорелое Городище.

В 1918—1920 гг. в составе уезда указывалась Погорело-Городищенская волость в составе одного посада Погорелое Городище, который в 1920 году был включён в состав Пачуринской волости.